# Greenfield (Illinois)
Greenfield és una població dels Estats Units a l'estat d'Illinois. Segons el cens del 2000 tenia 1.179 habitants.

## Demografia
Segons el cens del 2000, Greenfield tenia 1.179 habitants, 500 habitatges, i 330 famílies. La densitat de població era de 264,7 habitants/km².
Dels 500 habitatges en un 30,8% hi vivien nens de menys de 18 anys, en un 50% hi vivien parelles casades, en un 12% dones solteres, i en un 33,8% no eren unitats familiars. En el 31,6% dels habitatges hi vivien persones soles el 19,6% de les quals corresponia a persones de 65 anys o més que vivien soles. El nombre mitjà de persones vivint en cada habitatge era de 2,36 i el nombre mitjà de persones que vivien en cada família era de 2,95.
Per edats la població es repartia de la següent manera: un 24,5% tenia menys de 18 anys, un 9,8% entre 18 i 24, un 25,3% entre 25 i 44, un 19,8% de 45 a 60 i un 20,7% 65 anys o més.
L'edat mediana era de 39 anys. Per cada 100 dones de 18 o més anys hi havia 79,1 homes.
La renda mediana per habitatge era de 30.833 $ i la renda mediana per família de 36.908 $. Els homes tenien una renda mediana de 27.961 $ mentre que les dones 22.216 $. La renda per capita de la població era de 16.386 $. Aproximadament el 10% de les famílies i el 10,2% de la població estaven per davall del llindar de pobresa.

## Poblacions més properes
El següent diagrama mostra les poblacions més properes.